# 约翰内斯·汉森
约翰内斯·汉森（丹麥語：Johannes Hansen，1882年12月6日—1959年10月20日），生于根措夫特，丹麦男子竞技体操运动员。他曾代表丹麦获得1912年夏季奥运会体操比赛男子团体瑞典式银牌。